# Giorgio Panariello
Giorgio Panariello (n. 30 septembrie 1960, Florența, Italia) este un moderator de televiziune italian.